# Дальні Сорми
Дальні Со́рми (рос. Дальние Сормы, чув. Анат Сурăм) — присілок у складі Канаського району Чувашії, Росія. Входить до складу Кошноруйського сільського поселення.
Населення — 328 осіб (2010; 325 у 2002).
Національний склад:
- чуваші — 99 %